# Playa del Gas
La Playa del Gas, es una playa uruguaya situada sobre las costas del Río de la Plata, extramuros de la Ciudad Vieja, en el Barrio Sur de Montevideo, Uruguay.
Es una playa pequeña, rocosa, y se accede por solo una escalinata. No cuenta con guardavidas y tampoco es apta para baños debido a que según la Intendencia de Montevideo "presenta riesgo físico para baños debido a  la presencia de rocas y corrientes".
Es la segunda playa hacia el Este desde el Puerto de Montevideo, antiguamente contaba con marinero de guardia y boya indicando la profundidad de riesgo.
Debe su nombre a la antigua Compañía de Gas instalada junto al Dique Mauá, desde ese lugar brindaba el servicio de gas por cañerías en la ciudad de Montevideo.